# East India Squadron
L’East India Squadron est une escadre de la marine des États-Unis opérant dans l'Extrême-Orient au cours du XIXe siècle.

## Histoire
En 1868, elle prend le nom de Asiatic Squadron qui devient en 1902 une flotte, la United States Asiatic Fleet.